# Dalavia
Dalavia (Russisch: Дальавиа), voluit Dalnevostotsjnye avialinii (Russisch: дальневосточные авиалинии; "luchtvaartmaatschappij van het Verre Oosten"), was een Russische luchtvaartmaatschappij met haar basis in Chabarovsk.
Vanuit haar thuisbasis vervoerde zij passagiers-, vracht- en chartervluchten uit binnen Rusland en naar omringende landen in Zuidoost-Azië.

## Geschiedenis
In 1953 werd in Chabarovsk de luchtvaartmaatschappij Far East Avia of Dalnevostotsjny Avialinii opgericht.In 1995 werd deze maatschappij omgedoopt in Khabarovsk Aviation Enterprise of Chabarovskoje Aviapredpriatieje om in 1998 haar huidige naam
Dalavia Far East Airways of Dalavia te krijgen.

## Diensten
Dalavia voerde lijndiensten uit naar (juli 2007):
- Binnenland: Adler-Sotsji, Anapa, Barnaoel, Blagovesjtsjensk, Tsjeljabinsk, Tsjita, Irkoetsk, Kazan, Kemerovo, Chabarovsk, Krasnodar, Krasnojarsk, Magadan, Moskou, Novokoeznetsk, Novosibirsk, Ochotsk, Omsk, Petropavlovsk, Rostov, Samara, Sint-Petersburg, Vladivostok, Jekaterinenburg en Joezjno-Sachalinsk.
- Buitenland: Aomori, Dalian, Harbin, Kiev, Niigata, Peking, Seoel, Tel Aviv en Tasjkent.

## Vloot

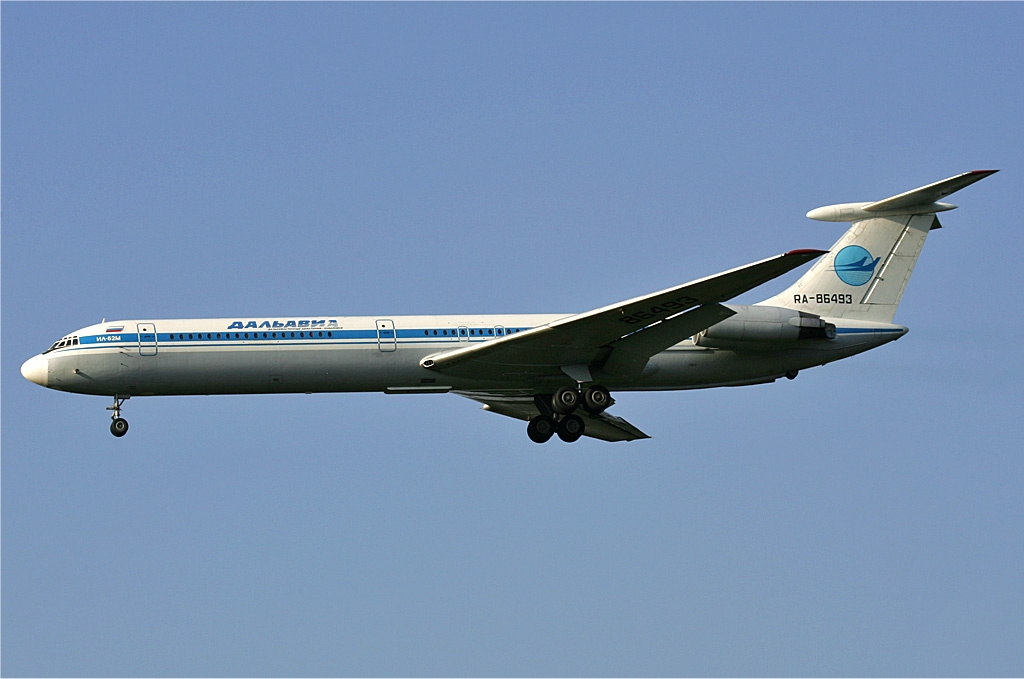
Iljoesjin IL-62M

De vloot van Dalavia bestond uit de volgende vliegtuigen (juli 2007):
- 6 Iljoesjin IL-62M
- 2 Toepolev Tu-154B
- 6 Toepolev Tu-154M
- 5 Toepolev Tu-214
- 1 Jakolev YAK-40
- 2 Antonov AN-26A
- 1 Antonov AN-26B
- 7 Antonov AN-24RV
- 9 Antonov AN-24V